# Аль-Ахфаш аль-Акбар
Абу-ль-Хаттаб Абд аль-Хамид ибн Абд аль-Маджид, более известный как аль-А́хфаш аль-А́кбар (аль-Каби́р) (араб. الأخفش الأكبر أو الكبير‎, ум. в 793 году) — арабский грамматик, филолог, лингвист, представитель басрийской школы, вольноотпущенник (мавла) племени Кайс ибн Са’лаба, живший во времена халифа Харуна ар-Рашида. Обучался грамматкие у Абу Амра ибн аль-Ала. Его учениками были Абу Убейда и Сибавейхи. Благодаря последнему и прославился аль-Ахфаш.